# Taro Tsujimoto
Taro Tsujimoto is een fictieve ijshockeyspeler uit Japan. In 1974 werd hij geselecteerd door de Amerikaanse ijshockeyclub Buffalo Sabres als grap en als vorm van protest.

## Geschiedenis
De algemeen directeur van de Buffalo Sabres, Punch Imlach, en de PR-adviseur Paul Wieland moesten in de National Hockey League Amateur Draft van 1974 telefonisch hun spelerskeuze doorgeven aan de bond. In die tijd, voor dat internet bestond, duurde de draft erg lang. Elk team moest na elkaar bellen met de bond om de naam door te geven van de jeugdspeler die het aan hun team wilde toevoegen. Daarnaast moest elke keuze naar alle andere clubs doorgebeld worden, zodat zij wisten dat die speler niet meer beschikbaar was. De draft bleef net zo lang duren totdat alle teams tevreden waren met hun selectie.
Imlach en Wieland raakten gefrustreerd door de lengte van de draft. Na 20 rondes en 3 dagen telefoneren waren zij van mening dat ze alle spelers hadden geselecteerd waar ze interesse in hadden. Omdat andere teams nog steeds spelers selecteerden bleven de mannen gebeld worden om hun keuze door te geven. In de 25e ronde waren ze het beu en besloten een fictieve speler op te geven. 
Wieland stelde voor de speler Japans te maken. Hij reed als tiener onderweg naar school altijd langs een winkeltje gerund door de Amerikaanse Japanner Joshua Tsujimoto. Imlach belde met Tsujimoto en vroeg hem of ze zijn naam mochten gebruiken, zonder uit te leggen waarvoor. Daarnaast vroegen ze hem een populaire Japanse jongensnaam te noemen. Tsujimoto antwoordde dat Taro een typische jongensnaam in Japan is. 
Taro Tsujimoto zou een 21-jarige aanvaller uit de Japanse stad Osaka zijn en spelen voor de Japanse ijshockeyclub Tokyo Katanas. Zowel de speler als de club bestonden niet. De naam Tokyo Katanas werd bedacht door Imlach die het woord sabres (sabels) grofweg vertaalde naar katana omdat zowel sabels als katana's zwaarden zijn.
De keuze van de Sabres werd netjes door de bond genoteerd en na de draft gepubliceerd in de media. Er was bovengemiddelde aandacht voor de selectie van Tsujimoto, omdat hij de eerste Japanse speler ooit was die door een NHL-team uitgekozen was. Door het gebrek aan internet en weinig kennis van ijshockey in Azië werd door niemand opgemerkt dat de speler en zelfs de club helemaal niet bestonden. 
In de voorbereiding voor het nieuwe seizoen werd er een kluisje voor Tsujimoto door de club ingericht en hij kreeg rugnummer 13 toegewezen. Onder toenemende druk van de bond en andere medewerkers van de club (die niets wisten van de grap) over waar dit Japanse talent zou blijven, gaf Imlach uiteindelijk toe dat de speler niet bestond. De draftkeuze werd hierop door de NHL officieel gewijzigd naar ongeldige selectie. 

## Cultstatus
Taro Tsujimoto heeft een cultstatus bij fans van de Buffalo Sabres. In het stadion zijn meerdere fans te vinden die Tsujimoto als naam op hun shirt hebben staan met eronder vaak rugnummer 74, verwijzend naar het jaar 1974 toen hij gedraft werd. Wanneer de Sabres flink aan het verliezen zijn wordt door de fans in het stadion 'wij willen Taro' gescandeerd. Ook werd er in 2011 een officiële Panini-ruilkaart gemaakt voor Taro Tsujimoto.

## Invloed op de NHL draft
De langdurige draft werd steeds meer een discussiepunt waar ook de stunt van het selecteren van Tsujimoto onderdeel van was. De draft werd in de jaren daarna dan ook ingekort zodat clubs niet oneindig spelers konden blijven selecteren. Nadat internet zijn intrede deed werd het hele proces van de draft nog meer gestroomlijnd. Bovendien werd het onmogelijk om fictieve spelers te selecteren omdat elke speler meteen geverifieerd kon worden.   